# خفر السواحل الأمريكي في جزيرة ستاتن
خفر السواحل الأمريكي في جزيرة ستاتن او يو ‌إس ‌سي ‌جي‌ سي ستاتن آيلاند (بالإنجليزية: USCGC Staten Island (WAGB-278)) هي سفينة كاسحة جليد تابعة لخفر السواحل الأمريكي كانت في الخدمة من عام 1952 حتى عام 1974. وقد تم بناؤها في الأصل لصالح البحرية السوفيتية خلال الحرب العالمية الثانية، ولكن لم يتم تسليمها أبدًا.

## التاريخ

### البناء
تم تصميم السفينة في الأصل ككاسحة جليد من فئة "ويند"، وتم بناؤها في حوض بناء السفن الغربية (بالإنجليزية: Western Pipe and Steel Company) في سان بيدرو، كاليفورنيا، وتم إطلاقها في 27 أبريل 1944.

### الخدمة في البحرية الأمريكية
تم الانتهاء من السفينة بعد نهاية الحرب العالمية الثانية، ولم يتم تسليمها إلى الاتحاد السوفيتي كما كان مخططًا. بدلاً من ذلك، احتفظت البحرية الأمريكية بها، وفي النهاية تم تحويلها إلى خفر السواحل الأمريكي.

### الخدمة في خفر السواحل الأمريكي
تم تكليف السفينة في خفر السواحل الأمريكي في عام 1952 تحت اسم **يو ‌إس‌ سي ‌جي ‌سي ستاتن آيلاند** (WAGB-278). خدمت ككاسحة جليد ثقيلة في المحيطين القطبي الشمالي والجنوبي، وكانت جزءًا من العديد من المهمات العلمية والعسكرية.
قامت السفينة بعدة رحلات إلى القطب الجنوبي لدعم عمليات برنامج القارة القطبية الجنوبية الأمريكي، وساهمت في دعم البعثات العلمية هناك. كما عملت في شمال الأطلسي والقطب الشمالي لدعم عمليات كاسحة الجليد الأمريكية.

### إنهاء الخدمة
خرجت السفينة من الخدمة في عام 1974 وتم شطبها من سجل السفن العسكرية. تم بيعها في النهاية للخردة.